# Bonetesmus ojo
Bonetesmus ojo är en mångfotingart som beskrevs av Shear 1974. Bonetesmus ojo ingår i släktet Bonetesmus och familjen Sphaeriodesmidae. Inga underarter finns listade i Catalogue of Life.